# U 11 (1935)
El U 11 o Unterseeboot 11 fue un submarino costero de la Kriegsmarine, correspondiente al Tipo IIB, en servicio durante la Segunda Guerra Mundial desde distintas bases hasta su baja en diciembre de 1944. 

## Construcción
Se ordenó iniciar la construcción del pequeño submarino costero U 11 el 20 de julio de 1934, tras lo cual su quilla fue puesta sobre las gradas de los astilleros Germaniawerft de Kiel el 6 de mayo de 1935. Fue botado al agua el 27 de agosto de 1935 y tras la finalización de su construcción, fue entregado a la Kriegsmarine el 21 de septiembre de 1935, que lo puso bajo las órdenes del Kapitänleutant Hans-Rudolf Max Rösing.

## Historial

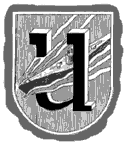
Emblema de la 1.ª Unterseebootsflottille

Tras su alta, el U 11 fue asignado en septiembre de 1935 a la Unterseebootsschule Flottille con base en Neustadt como buque escuela para la formación de las tripulaciones. Tras el inicio de la contienda mundial, fue asignado en junio de 1940 a la 1.ª Unterseebootsflottille (flotilla de submarinos) con base en Kiel como buque del frente, aunque no llegó a realizar ninguna patrulla de combate.

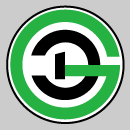
Emblema de la 21.ª Unterseebootsflottille

En diciembre de 1940, fue asignado como buque escuela para la formación de las tripulaciones de los nuevos submarinos más modernos y con mayor radio de acción que lucharían en la batalla del Atlántico a la 21.ª Unterseebootsschulflottille (US-Fl.) con base en Pillau, hasta que en mayo de 1941 fue utilizado para una serie de pruebas en las cuales testó el Alberich, un revestimiento de caucho sintético anti-sonar de 4 mm, para lo cual fue temporalmente encuadrado en la 5.ª Unterseebootsflottille con base en Kiel.
Tras la realización de estas pruebas, fue asignado en marzo de 1943 a la 22.ª Unterseebootsflottille con base en Gotenhafen (actual ciudad polaca de Gdynia) como buque escuela, donde fue dado de baja en diciembre de 1944. 
En sus 10 años de servicio, no hundió ni dañó ningún buque enemigo.

## Destino
El U 11 fue echado a pique por su propia tripulación en la operación Regenbogen en Kiel 3 de mayo de 1945. El pecio del U11 fue desguazado in-situ a partir de 1947.

## Comandantes
| Empleo                           | Nombre                 | Desde                    | hasta                   |
| -------------------------------- | ---------------------- | ------------------------ | ----------------------- |
| Kapitänleutnant                  | Hans-Rudolf Max Rösing | 21 de septiembre de 1935 | 1 de octubre de 1937    |
| Kapitänleutnant                  | Viktor Schütze         | 13 de agosto de 1938     | 4 de septiembre de 1939 |
| Kapitänleutnant                  | Georg Peters           | 5 de septiembre de 1939  | 22 de marzo de 1943     |
| Leutnant ascendió Oberleutnant   | Gottfried Stolzenburg  | 23 de marzo de 1943      | 13 de julio de 1944     |
| Leutnant ascendió a Oberleutnant | Günter Dobenecker      | 14 de julio de 1944      | 15 de diciembre de 1944 |